# The Pierces
The Pierces — музыкальная группа из Нью-Йорка. Основные участники — сёстры Кэтрин Пирс и Эллисон Пирс.

## Биография и карьера
Сёстры Кэтрин Пирс (англ. Catherine Eleanor Pierce) и Эллисон Пирс (англ. Allison Margaret Pierce) родом из Бирмингема (Алабама, США). Эллисон старше Кэтрин на 2 года (1975 и 1977). Они получили домашнее начальное образование у своих родителей: отца — музыканта и матери — художницы. В девочках с самого раннего возраста поощрялась тяга к искусству, и они быстро научились играть на гитаре и слаженно петь. Хотя каждая из них получила танцевальное образование, в 1995 году Кэтрин и Эллисон оставили танцы ради поступления в Университет Обёрн (Auburn University) и начали играть музыку.
Корпорация Sony вскоре заинтересовалась дуэтом, и сёстры Пирс переехали в Нэшвилл, чтобы записать свой дебютный альбом The Pierces (2000). Сотрудничество не вышло из-за отсутствия поддержки лейбла.
Переехав в Нью-Йорк, сёстры Пирс продолжали писать песни, выступали в клубах и в частных резиденциях по всему городу. Настойчивость окупилась новым соглашением, на этот раз с Universal Music Group, и выходом альбома Light of the Moon (2005).
В 2007 году последовал их 3-й альбом Thirteen Tales of Love and Revenge.
В декабре 2007 года The Pierces появились в сериале «Сплетница» (англ. Gossip Girl) и исполнили 5 своих песен: Secret, Boy in A Rock And Roll Band, Space & Time, We Are Stars и Three Wishes.
В 2008 году The Pierces участвовали в записи альбома When The World Comes Down американской группы The All-American Rejects в треке Another Heart Calls.
В марте 2010 появилась информация, что сопродюсерами следующего альбома The Pierces стали Гай Берримен и Рик Симпсон, которые работали с группой Coldplay.
Сейчас песня «Secret» входит в саундтрек к сериалу «Милые Обманщицы», а кроме того — звучит в проморолике 3-го сезона сериала «Декстер», фильме «Сдохни!» и в 1 сезоне 10 серии сериала «Сплетница».
В 2007 году они записали трек «Sticks and stones», который появился в рекламе пива «Essa» в 2010.
C прошлого года Кэтрин Пирс подумывает о сольной карьере: она даже выпустила свой первый официальный видеоклип на песню You Are What I Want. Что мешает ей наконец приступить к записи своего первого сольного альбома — непонятно: то ли сомнения насчет того, стоит ли покидать группу, в которой она проработала уже более 10 лет, то ли отсутствие своего неповторимого сценического образа.
То, что певица еще не определилась с собственным стилем, стало очевидно после выхода её первого видео, в котором она предстала в образе легендарной иконы стиля 60-х Брижит Бардо. Кроме того, что Кэтрин (как выяснилось) похожа на Брижит как две капли воды, она еще и подчеркнула своё сходство с Бардо с помощью деталей: повязки в волосах, черных стрелок и бледно-розовой помады, чулок и водолазки с горлом, шляпы и платья в горошек. Сам клип тоже стилизован под 60-е.
Кэтрин пока воздерживается от комментариев насчет своей схожести с Бардо.

## Состав
- Эллисон Пирс (тёмные волосы) — вокал и гитара.
- Кэтрин Пирс (светлые волосы) — вокал.

## Дискография

### Студийные альбомы
- The Pierces (2000)
- Light of the Moon (2004)
- Thirteen Tales of Love and Revenge (2007)
- You & I (2011)
- Creation (2014)

### Мини-альбомы
- Love You More EP (2010)
- You'll Be Mine EP (2011)
- London 2011 (2011)

### Синглы
- The Way (2000)
- A Way to Us (2004)
- Boring (2007)
- Sticks and Stones (2007)
- Secret (2007)
- You'll Be Mine (2011)
- Glorious (2011)
- It Will Not Be Forgotten (2011)
- Kissing You Goodbye (2011)
- I Put Your Records On (2012)
- Kings (2014)
- Believe in Me (2014)
- Creation (2014)
- The Devil is a Lonely Night (2014)